# Ruta 31 (Bolivia)
La Ruta 31 es una carretera nacional de Bolivia, que cruza en dirección oeste-este la región andina del país.

## Trazado
El camino tiene una longitud de 169 kilómetros y atraviesa el Altiplano boliviano al norte del Salar de Coipasa.
La Ruta 31 corre de este a oeste en la parte norte del departamento de Oruro. El camino comienza en la ciudad de Oruro, la capital departamental, como un desvío de la Ruta 12 y se dirige hacia el oeste a través de los pueblos de Chuquichambi, Huayllamarca y Totora hasta Curahuara de Carangas, donde se une a la Ruta 4 al norte de Curahuara, que se dirige hacia el oeste hasta la estación fronteriza de Tambo Quemado, en la frontera con Chile.
La Ruta 31 hasta el momento está pavimentada en poco más de la mitad de su extensión (al 2018), solo consta de ripio y terracería en el tramo de 41 kilómetros entre La Joya y Chuquichambi y en los 29 kilómetros entre Huayllamarca y Totora.

## Historia
La carretera está marcada Ley 3020 de 13 de abril de 2005 declarada parte de la Red Vial Fundamental.

## Tramos de la ruta

### Provincia de Cercado
- Km 000: Oruro
- Km 026: Sillota Belén
- Km 045: La Joya
- Km 061: Vilacara
- Km 070: Lajma

### Provincia de Nor Carangas
- Km 086: Chuquichambi
- Km 105: Huayllamarca

### Provincia de San Pedro de Totora
- Km 134: Totora
- Km 150: Crucero

### Provincia de Sajama
- Km 164: Curahuara de Carangas
- Km 169: empalme con Ruta 4